# Rhizophagus bipustulatus
Rhizophagus bipustulatus är en skalbaggsart som först beskrevs av Fabricius 1793.  Rhizophagus bipustulatus ingår i släktet Rhizophagus, och familjen gråbaggar. Arten är reproducerande i Sverige.

## Bildgalleri

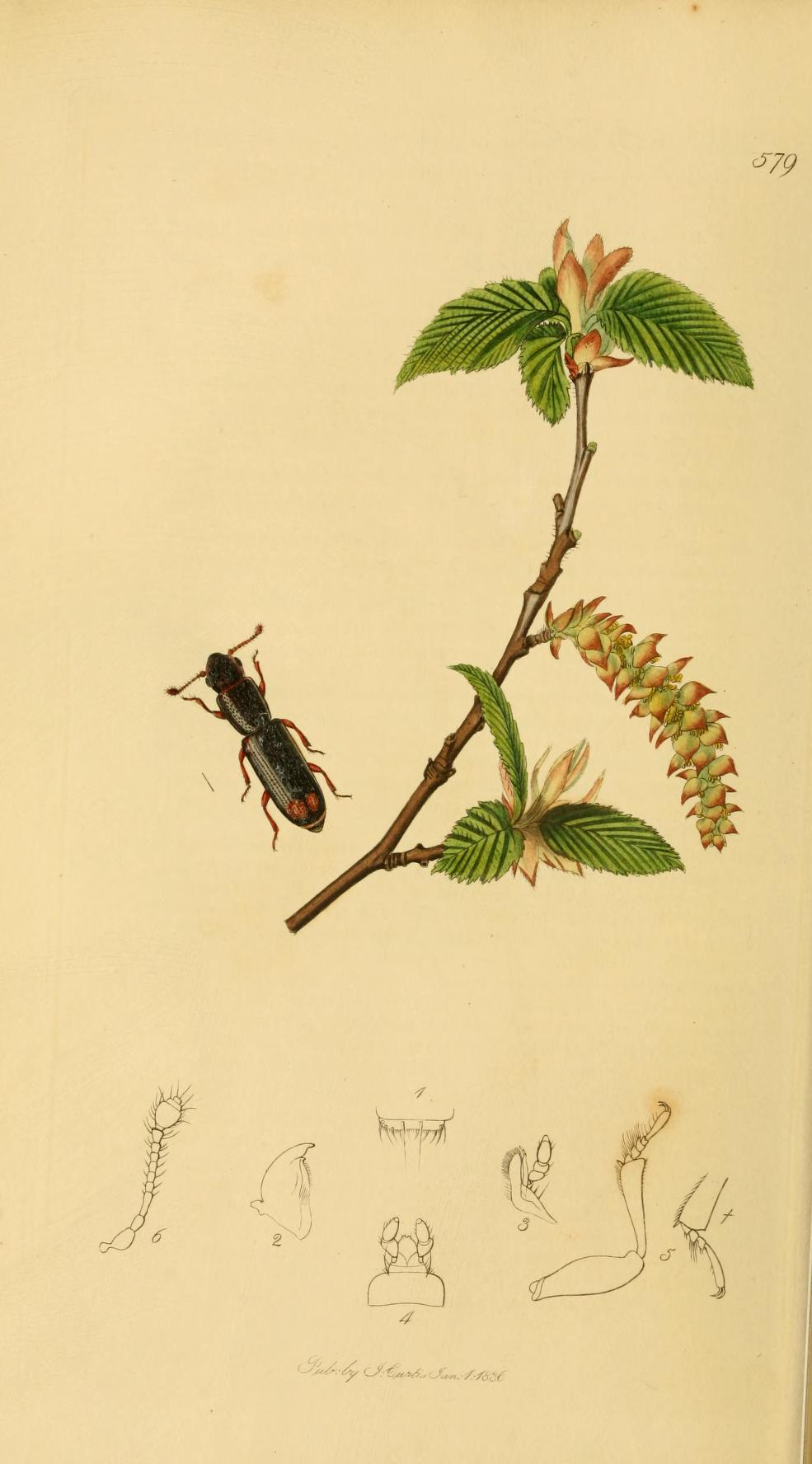
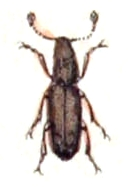